# Предместье (фильм)
«Предместье» (англ. The 'Burbs) — художественный фильм 1989 года. Слоган фильма: «Life In The Burbs Will Never Be The Same Again!». Сценарий написал Дэна Олсен, сыгравшая в фильме эпизодическую роль. Фильм высмеивает пригородную среду и её эксцентричных обитателей. 

## Сюжет
Ленивой умиротворённой жизни в предместье, где решил отдохнуть наш герой Рэй Питерсон (Хэнкс), пришёл конец. Рэй наивно хотел расслабиться недельку, флегматично побродить в пижаме и почитать газеты. Но не тут-то было: отдых превращается в непрекращающийся кошмар. В соседнем доме поселились странные люди по фамилии Клопек, которые ни с кем не общаются и никогда не спят. По ночам из их погреба слышатся странные звуки. В предместье, где каждый знает всю подноготную другого, — эти явления из ряда вон выходящие. Ну, а после того, как в один прекрасный день исчезает местный старикан Уолтер, окрестные жители решают, что это дело рук Клопеков. Вооружившись ружьями, мощными биноклями и лопатами, население предместья отправляется к зловещему дому для «решения» проблемы. И их ждёт воистину шокирующее открытие.

## В ролях
- Том Хэнкс — Рэй Питерсон
- Брюс Дерн — Марк Рамсфилд
- Кэрри Фишер — Кэрол Питерсон
- Рик Дукомман — Арт Вейнгартнер
- Кори Фельдман — Рики Батлер
- Уэнди Шаал — Бонни Рамсфилд
- Генри Гибсон — Д-р Вернер Клопек

## Дополнительная информация
- Премьера фильма в мире: 17 февраля 1989 года
- Сборы в США: $36 601 993
- Сборы в мире: + $12 500 000 = $49 101 993